# Herb gminy Ślemień
Herb gminy Ślemień – symbol gminy Ślemień.

## Wygląd i symbolika
Herb przedstawia na tarczy otoczonej złotą bordiurą i zwieńczoną koroną w polu czerwonym srebrnego konia kroczącego w prawo na zielonej murawie. Całość umieszczona jest w ozdobnym kartuszu. Jest to herb Starykoń rodu Wielopolskich, dawnych właścicieli Ślemienia i okolic, w formie nawiązującej do kamiennego kartusza z miejscowego kościoła. 